# 1114

سنة 1114 كانت سنة بسيطة تبدأ يوم الخميس (سوف يظهر الرابط التقويم الكامل للعام) حسب التقويم اليولياني.

## أحداث
- أبو حامد الغرناطي بدأ رحلته إلى الإسكندرية في مصر.

## مواليد
- جيراردو الكريموني